# Candelária kommun, Brasilien
Candelária är en kommun i Brasilien.   Den ligger i delstaten Rio Grande do Sul, i den södra delen av landet, 1 600 km söder om huvudstaden Brasília. Antalet invånare är 30 176. Arean är 944 kvadratkilometer.
Terrängen i Candelária är kuperad norrut, men söderut är den platt.
Följande samhällen finns i Candelária:
- Candelária
- Pinheiros

Omgivningarna runt Candelária är en mosaik av jordbruksmark och naturlig växtlighet. Runt Candelária är det ganska glesbefolkat, med 34 invånare per kvadratkilometer.